# Neuropsicanálise

Diagrama mostrando os lobos do córtex cerebral e cerebelo.

Neuropsicanálise é um movimento dentro da neurociência e da psicanálise para combinar os conhecimentos de ambas as disciplinas para uma melhor compreensão da mente e do cérebro,  considerando sem dúvida, a revisão de um dos principais e relegados trabalhos do jovem neurologista Sigmund Freud (1856 — 1939)  o seu Projeto de uma psicologia para neurologistas (Entwurf einer Psychologie), de 1895, somente publicado 12 anos após a sua morte. Supõe-se que rejeitado pelo próprio Freud que de fato não o publicou e avançou progressivamente em conceitos desconhecidos em sua época para a psicologia, sem os requisitos da ciência neurológica, que temos hoje, para os aferir. 
Um dos motivos dessa revisão é obviamente o grande avanço da neurociência nesses últimos tempos. A relevância que assumiu a psicofarmacologia, estratégia abandonada por ele desde seus experimentos com a cocaína publicados em 1884, e especialmente as conquistas que o método anatomo-clínico, de ampla difusão na neurologia de sua época,  obteve com a tecnologia da bioimagem. 
Para alguns autores a importância do Entwurf einer Psychologie (Projeto de uma psicologia para neurologistas) são as suas inter-relações com outros textos de Freud como justificou na sua publicação no volume I de suas Obras Completas, o seu editor inglês James Strachey. Gabbi Jr., que retoma essa ideia destacando a presença de suas proposições nos escritos de Freud sobre sonhos (capítulos VII de A Interpretação dos Sonhos) e escritos sobre afasia (Sobre a concepção das afasias de 1891) entre outros voltados à metapsicologia, diferenciando ainda estas proposições, de outras concepções psicológicas encontradas na filosofia, por sua originalidade e associação a um efeito clínico (remissão de sintomas) e regulação dos processos de prazer e dor (concepção utilitarista).

Algumas áreas do cérebro envolvidas no processamento da linguagem:.Área de Broca (Azul), Área de Wernicke (Verde), Giro supramarginal (Amarelo), Giro angular (Laranja) ,Cortex auditivo primário (Rosa)

Observe-se, porém, como ressaltado por muitos autores, que se trata de uma via de mão dupla, há tanto interesse dos psicólogos e especialistas em ciências humanas nos processos neurológicos como dos neuropsiquiatras e psicofarmacologistas nos processos simbólicos e que, sem dúvida, é essencialmente significativo, aos que lidam com processos reconhecidamente orgânicos tipo demências, deficiência mental de causa conhecida, afasias, etc., o valor dos processos simbólicos e afetivos para explicação dos sintomas e recuperação dos pacientes e manutenção da saúde mental de seus cuidadores e familiares de quem dependem.
A neurologia do sono, deve a Freud as explicações do trabalho onírico de simbolização dos sonhos, o esquecimento seletivo (amnésia especial), as suas fontes de estímulos e recuperação mnemônica, os processos de excitação, inibição motora que se dão em relação à associações específicas (catexia/recalque) como bem demonstrado por Freud. Um trabalho de investigação (a interpretação dos sonhos) que exigiu considerações especiais sobre as palavras e símbolos praticamente como uma nova teoria sobre a organização da linguagem no cérebro paralela e/ou complementar às proposições de Carl Wernicke (1848 – 1905) e Paul Broca (1824 - 1880).
Eric R. Kandel, da Universidade Columbia, o Prêmio Nobel de 2000 em fisiologia ou medicina e muitos outros neurocientistas referem-se à psicanálise como "ainda a visão da mente mais intelectualmente satisfatória e coerente". Um de seus méritos, sem dúvida é estender-se da patologia, emoções aos processos cognitivos em um modelo integrado ou relacional.
Observe-se também a importância dada à psicanálise por muitos neurologistas de nossos dias, levando a psicanálise um pouco mais a sério do que, digamos, psicólogos experimentais fazem. Como resultado, o grupo de neuro-psicanálise tem sido capaz de desenhar ideias úteis a partir de um número distinto de neurocientistas, a exemplo de António Damásio (1944) , Eric Kandel (1929), Joseph LeDoux (1949), Helen S. Mayberg (1956), Jaak Panksepp (1943), Vilanayur S. Ramachandran (1951), Oliver Sacks (1933), e muitos outros. (ver: editorial board of the Journal Neuro-Psychoanalysis). 
Não se pode descartar a hipótese porém de que esse interesse seja porque o próprio Freud começou sua carreira como neurologista. Os neurocientistas Pribram e Gill  assinalam que muitos dos conceitos do que ficou conhecido como metapsicologia na teoria psicanalítica foram definidos com excepcional clareza nesse manuscrito de 1895 e se constituem como uma teoria biológica do controle cognitivo. Apontam para uma possível revisão da psicanálise como uma disciplina puramente psicológica, usando observações comportamentais e a análise de relatos verbais como suas técnicas inclusive porque há evidências de que Freud se baseava em pressupostos neurológicos e biológicos, apesar de explicitamente não reconhecer ou negar esse fato.  Nessa perspectiva muitos dos estudos voltados à dimensão orgânica como os Escritos sobre Cocaína (Uber Coca), dependência química ("fuga da realidade") e sobre os mecanismos neurais da Hipnose também voltam a ter novas possibilidades de leitura e interpretação.
Michael Harvey da Sociedade internacional de Psicanálise  refere-se a neuropsicanálise como um campo emergente de estudos que neste momento está envolvida na exploração interdisciplinar da associação entre a neurologia, neuropsicologia, neuroanatomia, psicanálise tendo como proposição o método clínico-anatômico observacional utilizada por Freud quando trabalhava como neurologista (ver: Bibliografia e sinopses dos escritos científicos do Dr. Sigm. Freud 1877-1897 (1897) ) e a neuropsicologia dinâmica notabilizada por Alexander Luria (1902 — 1977)  por volta de 1939 cujos princípios se aproximam aos da psicanálise por aceitar que as funções da fisiologia cerebral ocorrem na interação dinâmica de diversas áreas espalhadas pelo cérebro, e não resultante de uma localização
num centro..
Pelo fato de Freud ter iniciado sua carreira como neurologista, muitos neurologistas contemporâneos proeminentes tem significativa consideração pela psicanálise quando comparados a outros campos da psicologia, como a Psicologia experimental. Como resultado, o grupo neuropsicanalítico tem sido capaz de obter informações úteis de um número de neurocientistas distintos, tais quais: António Damásio, Oliver Sacks, Eric Kandel, Vilayanur S. Ramachandran, entre outros. 

Circuitos neurais envolvendo a amigdala o hipocampo e o sistema límbico explicam a ansiedade do ponto de vista neurobiológco

## Questões de método
Assim como na própria biologia é um desafio comparar distintos planos de análise tipo o molecular e histológico ou dos órgãos e sistemas com o das populações e ecossistemas, mais desafiador ainda é a comparação entre a análise neurobiológica e a mente ou instâncias psíquicas tal como vistas e estudadas na psicanálise. O que é reforçado pela retórica das oposições “humanismo versus cientificismo”, ou então “especulações teóricas versus conhecimento científico”. 
Segundo Mantilla, 2017 (acima citado) são contrapostos diferentes modelos de compreensão do sofrimento mental (biológico ou subjetivo) e diferentes conceitualizações sobre a doença mental (relacionada a condições físicas ou a condições do espírito) e sobre a sua terapêutica (a escuta analítica versus a intervenção psiquiátrica baseada em evidência científica).
Esta controvérsia, de certo modo, se insere nas perspectivas de estudo da relação mente – corpo desenvolvida pela medicina psicossomática e mais recentemente pela psicologia da saúde ou medicina comportamental e mesmo pelos estudos iniciais da psicologia da consciência de Wilhelm Wundt (1832-1920) e William James (1842–1910) sobre o fluxo do pensamento e percepção fundamentados na introspecção. O mérito de Sigmund Freud, nessa mesma época, foi a proposição de estudo do inconsciente e da relação mente – corpo, descrita por ele como estabelecida pela relação entre o aparelho psíquico (ego, superego e id) e o sistema nervoso, de certo modo opondo-se às definições da psicologia como estudo da consciência e percepção por Wundt e James.
De acordo com Medeiros  Freud nunca deixou de considerar a  intervenção de variáveis biológicas e identificou na sua primeira concepção do aparelho uma  psíquico 3 instâncias que o constituem: a topográfica (quanto a localização dos eventos psíquicos (Pcpt - Cs/ Id); a dinâmica (de transformação dos mesmos); e a econômica (de intensidade ou força dos eventos psíquicos), inclusive nesse último aspecto utiliza termos neurológicos "descarga neuronal"  e "catexe" ou "energia associada" a um determinado símbolo ou "representação", atualmente entendido mais como metáfora ou modelo analógico do que como um mecanismo fisiológico de um circuito neuronal .  Para Medeiros a neurociência e psicanálise não se opõem e não se conflitam, elas apenas divergem na escolha de seus objetos de estudo, as subestruturas do tecido nervoso e seus centros, para a primeira, e o sentido particular do simbólico para o sujeito, sua apreensão da realidade e história afetiva, para a segunda.
Para Graef   apesar da diferença de métodos que exploram a subjetividade, no caso da psicanálise e observação sistemática e teste de hipóteses via experimentação (neurociência), alguns conceitos e construtos teóricos comuns podem e estão sendo examinados, a exemplo dos estudos psicanalíticos da ansiedade que distinguem ansiedade neurótica (crônica) do ataque de ansiedade, validados farmacologicamente por Donald Klein, 1960 e atualmente denominados "transtornos de ansiedade generalizada" e "ataques de pânico". Por outro lado, no seu ponto de vista a teoria da “canalização” da libido (pulsão sexual) não tem tido ressonância na análise neurobiológica.
Um pesquisador que não pode ser esquecido nessa tentativa de aproximar a psicanálise da metodologia experimental é John Bowlby (1907-1990) na sua tentativa de aproximação da teoria dos instintos de sistema motivacionais, investigando também: a relação entre períodos críticos do desenvolvimento e estrutura da personalidade (trauma); a teoria da estampagem (imprinting), e especialmente, a relação de perda do objeto amado e a depressão e tristeza, hipótese esboça da no texto de Freud “Luto e melancolia”, 1917, abordada na perspectiva da etologia, teoria do controle (reconhecidamente influenciado pela re-leitura do "Projeto" de Freud por Priban & Gil) e modelos estatísticos de análise.
Ainda sobre o método vale lembrar o pioneirismo de Freud na história da psicofarmacologia, considerada por alguns autores como tendo início no registro da efetiva ação de alguns fármacos sobre transtornos psiquiátricos na década de 1950 principalmente o Lítio, 1949; clorpromazina, 1952; meprobamato, 1954; iproniazida, 1957 e clordiazepóxido 1960. Segundo Robert Byck  que reuniu e re-editou os escritos de Freud sobre cocaína (1884-1885 - setenta anos antes), a ideia de que uma substancia sedativa pudesse ser útil no tratamento da doença mental é bastante antiga, a revisão feita por Freud incluía diversos trabalhos anteriores ao seu tais como os de Morselli e Buccola com uso da cocaína no emprego da melancolia além de uma descrição "etnográfica" sobre a planta e sua utilização na América do Sul e a história de sua difusão na Europa ocidental.
Sua maior contribuição nessa área segundo Byck (o.c.) foi o método de registro sistemático de suas experiências em si mesmo, com os mais sofisticados instrumento de medição, de sua época,  correlacionado com as alterações cuidadosamente descritas de humor e percepção ocorridas durante a ação da droga no tempo - uma relação crucial para experimentação em populações humanas, assinala. Observa ainda que o ensaio de Freud praticamente estabeleceu uma tradição para descrição de substancia com propriedades psicoativas, incluindo as realizadas com LSD, mescalina e outros compostos psicodélicos citando como exemplo as publicações de Albert Hofmann (1906-2008), em 1943 sobre os efeitos da dietilamida do ácido lisérgico, ao qual nós podemos acrescentar o clássico estudo de Aldous Huxley (1894-1963) sobre a mescalina "As Portas da Percepção" publicado em 1954.

## Psicologia analítica

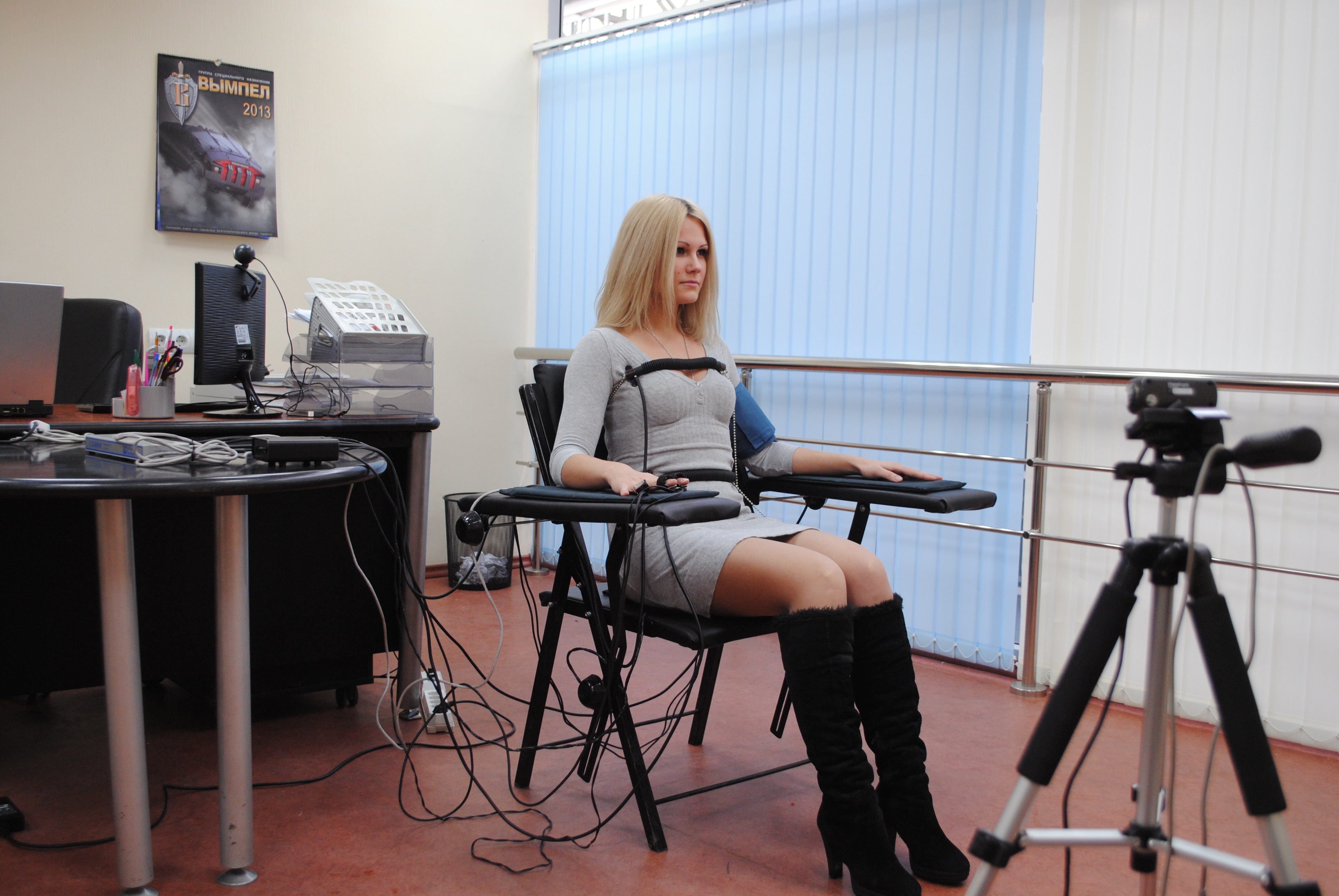
Teste em polígrafo modelo associado à análise de fotografia de expressões faciais (Rússia).

É sabido que divergências entre as proposições da teoria psicanalítica freudianas conduziram Carl Gustav Jung (1875-1961) às novas proposições do que se denomina atualmente como psicologia analítica contudo não se pode desconhecer a íntima relação desta com a psicanálise dita "freudiana", inclusive é descrito pelo próprio Jung  a importância das contribuições de Freud para suas pesquisas e atividade psiquiátrica, onde destacou os estudos sobre histeria, hipnose e sonho. 
Apesar do relativo consenso de que Jung abandonou as pesquisas e método da abordagem experimental em psiquiatria, iniciada na clínica psiquiátrica de Burghölzli (1904-1909) em especial suas pesquisas sobre associação de palavras, utilizando simultaneamente medidas das vivências emocionais mesurando-se o reflexo psicogalvânico.   Experiências estas que lhe renderam o título de doutor honoris causa juntamente com S. Freud na Clark University em 1909. 
Atualmente o teste de associação de palavras é pouco utilizado, embora seja ensinado em alguns programas de treinamento junguianos e alguns analistas o utilizam como uma técnica para melhorar o processo terapêutico  Sendo também relevante sua contribuição à concepção do polígrafo (detector de mentiras)  ainda hoje utilizado em processos judiciais alguns estados dos EUA e outros países. 
Além das contribuições da psicologia analítica à psicopatologia e psicoterapia, que não necessariamente nos remetem ás pesquisas e proposições da neuropsicanálise, não podemos dizer o mesmo das contribuições de Jung ao fenômeno do déjà vu ou criptomnésia   e especialmente ao destaque dado às proposições do controvertido psiquiatra  Otto Gross (1877 - 1919). Na clássica obra "Tipos Psicológicos" Jung,  além do “problema dos tipos em psicopatologia", analisa e concilia teoria de Gross como expresso no Die Sekundärfunktion zerebrale (1902) e Über psychopathische Minderwertigkeit (1903) numa possível relação entre insanidade maníaca com uma “consciência” similar a extroversão, e as manifestações paranoicas possuindo uma identidade com a introversão. 
Jung também lhe atribui o crédito por ser o primeiro a criar uma hipótese simples para a  "função secundária" enquanto um processo de padrões de atividade das células cerebrais que tem início assim que ocorre a "função primária". Segundo ele a “função secundária” corresponderia ao verdadeiro trabalho da célula, ou seja, à produção de uma atividade psíquica positiva, de uma representação, por exemplo. A função secundária seria uma restituição ou reconstituição - um estado de alteração - comparado com o estado anterior. A ação equivaleria portanto a um processo energético oposto - o desfecho de uma tensão química, ou seja, uma desintegração química. Observe-se que tal concepção é notavelmente semelhante às modernas concepções de comunicação sináptica através da liberação e “destruição” de neurotransmissores e/ou da consciência enquanto atividade de módulos ou grupos neuronais organizados na denominada "rede do modo padrão" (DMN, sigla da expressão em inglês default mode network) de atividade cerebral.  
O interesse de neurocientistas, especialmente psicofarmacologistas, tem se voltado para as concepções de Jung sobre os sonhos, e sua proposta de interpretação terapêutica da imaginação mitopoética na avaliação de experiências psicodélicas induzidas por psilocibina,  mescalina e outras substancias psicodislépticas, apesar de se constar que, possivelmente, houve declarações de Jung questionando o valor dos psicodélicos para o crescimento pessoal, e oposição à sua aplicação terapêutica. Stanislav Grof, (1931) um dos mais antigos e proeminentes pesquisadores da aplicação terapêutica de tais substâncias já havia sinalizado tal aplicação da concepção de aparelho psíquico junguiano na pesquisa com psicodélicos e mais recentemente (2013) o psicólogo Scott J. Hill , Ph.D. publicou o livro "Confronto com o Inconsciente: Psicologia Junguiana profunda e experiência psicodélica" onde resgata os depoimentos de C. G Jung sobre psicodélicos e discute os diversos modelos (psicolíticos e psicodélicos) das diversas escolas de psicoterapia psicodélica, seu valor terapêutico e comparando-os aos conceitos e princípios junguianos básicos. 